# Kazuto Ishido
Kazuto Ishido (født 1. april 1982) er en japansk fodboldspiller, som spiller for den japanske fodboldklub Fukushima United FC.